# わが家の楽園
『わが家の楽園』（わがやのらくえん）は、1959年10月28日から1960年5月25日まで日本テレビ系列局で放送されていた日本テレビ製作のテレビドラマである。カラー放送。日本レイヨン（現・ユニチカ）の一社提供。全31話。放送時間は毎週水曜 19:30 - 20:00 （日本標準時）。

## キャスト
- 佐野周二
- 木暮実千代
- 青江奈美
- 矢代和雄
- 森健二
- ほか

## 脚本
- 若尾徳平
- 岡田達門